# Станислав Стоянов (футболист)
Вижте пояснителната страница за други значения на Станислав Стоянов.
Станислав Стоянов е бивш български футболист. Роден на 10 септември 1976 г. във Варна, но израства във Вълчи дол, откъдето са родом неговите родители. Юноша на ЦСКА (София). Носи екипа на Черно море (Варна) 12 сезона и половина от 1999 г. до декември 2011 г., когато слага край на кариерата си. Иначе преди това играе 5 години в Добруджа (Добрич).
Стоянов е универсален футболист. В кариерата си е играл като десен бек, ляв бек, централен защитник, дефанзивен халф, дясно крило и атакуващ полузащитник.

## Кариера

### Добруджа
Израснал в школата на ЦСКА (София), през 1994 г. Стоянов подписва първи професионален договор с Добруджа (Добрич). Дебютира за тима в А група през сезон 1994/95 при победата с 2:0 над Берое като гости в Стара Загора на 29.10.1994 г., когато дори бележи един от головете. За 5 сезона записва 97 срещи и 7 гола в елита.

### Черно море
През лятото на 1999 г. Стоянов преминава в Черно море (Варна). Дебютира за тима в Б група на 7 август 1999 г. при победа с 1:0 над Локомотив (Пловдив) във Варна. Бързо се утвърждава в състава и помага на „моряците“ да се завърнат в А група. Има на сметката си 269 срещи за тима в елитната ни дивизия, което го нарежда на 16 място във вечната клубна ранглиста по участия в А група.
С Черно море записва 8 мача в турнира за Купата на УЕФА, както и 2 мача с 1 попадение в Интертото. Единственият си европейски гол бележи на 7 юли 2007 г. при успеха с 4:0 над Македония Гьорче Петров в Скопие. На 2 октомври 2009 г. извежда Черно море с капитанската лента на Мерцедес-Бенц-Арена, където варненци завършват 2:2 с Щутгарт в среща от Купата на УЕФА.
През 2011 г. Стоянов започва треньорски курсове за лиценз Б към школата на НСА. Играе последният мач в своята кариера на 10 септември 2011 г., навръх 35-ия си рожден ден, когато заменя в 85-ата минута Самуел Камазола при загуба с 0:1 от Литекс в Ловеч. На 31 декември 2011 г. договорът му с Черно море изтича и той официално спира с футбола.

## Статистика по сезони
Към 31 декември 2011 г.
| Клуб              | Сезон             | Първенство | Първенство | Купа   | Купа   | Евротурнири | Евротурнири | Общо   | Общо   |
| Клуб              | Сезон             | Мачове     | Голове     | Мачове | Голове | Мачове      | Голове      | Мачове | Голове |
| ----------------- | ----------------- | ---------- | ---------- | ------ | ------ | ----------- | ----------- | ------ | ------ |
| Добруджа (Добрич) | 1994/95           | 10         | 1          | ?      | ?      | –           | –           | 10     | 1      |
| Добруджа (Добрич) | 1995/96           | 17         | 3          | ?      | ?      | –           | –           | 17     | 3      |
| Добруджа (Добрич) | 1996/97           | 25         | 2          | ?      | ?      | –           | –           | 25     | 2      |
| Добруджа (Добрич) | 1997/98           | 23         | 1          | ?      | ?      | –           | –           | 23     | 1      |
| Добруджа (Добрич) | 1998/99           | 22         | 0          | ?      | ?      | –           | –           | 22     | 0      |
| Добруджа (Добрич) | Общо              | 97         | 7          | 0      | 0      | 0           | 0           | 97     | 7      |
| Черно море        | 1999/00 - Б група | 28         | 2          | 2      | 0      | –           | –           | 30     | 2      |
| Черно море        | 2000/01           | 22         | 3          | 0      | 0      | –           | –           | 22     | 3      |
| Черно море        | 2001/02           | 21         | 2          | 0      | 0      | –           | –           | 21     | 2      |
| Черно море        | 2002/03           | 8          | 0          | 3      | 0      | –           | –           | 11     | 0      |
| Черно море        | 2003/04           | 23         | 1          | 3      | 0      | –           | –           | 26     | 1      |
| Черно море        | 2004/05           | 24         | 0          | 0      | 0      | –           | –           | 24     | 0      |
| Черно море        | 2005/06           | 23         | 0          | 3      | 0      | –           | –           | 26     | 0      |
| Черно море        | 2006/07           | 13         | 0          | 2      | 0      | –           | –           | 15     | 0      |
| Черно море        | 2007/08           | 25         | 2          | 3      | 1      | 2           | 1           | 28     | 3      |
| Черно море        | 2008/09           | 26         | 0          | 1      | 0      | 6           | 0           | 33     | 0      |
| Черно море        | 2009/10           | 15         | 0          | 0      | 0      | 2           | 0           | 17     | 0      |
| Черно море        | 2010/11           | 10         | 0          | 2      | 0      | –           | –           | 12     | 0      |
| Черно море        | 2011/12           | 2          | 0          | 0      | 0      | –           | –           | 2      | 0      |
| Черно море        | Общо              | 240        | 10         | 19     | 1      | 10          | 1           | 269    | 12     |
| Общо              | Общо              | 337        | 17         | 19     | 1      | 10          | 1           | 366    | 19     |